# Teodor (syryjsko-prawosławny patriarcha Antiochii)
Teodor (ur. ?, zm. ?) – w latach 649–667 43. syryjsko-prawosławny Patriarcha Antiochii. 